# Joanna Rymaszewska
Joanna Aleksandra Rymaszewska (ur. 18 grudnia 1968 r. w Opolu) – polska psychiatra i profesor nauk medycznych, specjalistka w dziedzinie neuronauki klinicznej i terapii zaburzeń psychicznych. Pracowała na Uniwersytecie Medycznym we Wrocławiu, gdzie pełniła funkcję dziekana Wydziału Lekarskiego Kształcenia Podyplomowego, a obecnie kieruje Katedrą Neuronauki Klinicznej Wydziału Medycznego Politechniki Wrocławskiej. Uhonorowana wieloma nagrodami, w tym Złotego Krzyża Zasługi oraz medalu Merito de Wratislavia.

## Życiorys
Joanna Rymaszewska pochodzi z rodziny lekarskiej. W 1994 r. ukończyła Akademię Medyczną we Wrocławiu (obecnie Uniwersytet Medyczny), uzyskując dyplom lekarza, a w 2000 r. specjalizację z psychiatrii.
Stopień naukowy doktora nauk medycznych uzyskała w 2000 r., doktora habilitowanego w 2004 r., a w 2009 r. otrzymała tytuł profesora nauk medycznych.

## Kariera zawodowa
Joanna Rymaszewska w latach 2001-2023 była związana z Uniwersytetem Medycznym we Wrocławiu, gdzie m.in. kierowała Zakładem Psychiatrii Konsultacyjnej i Badań Neurobiologicznych oraz Katedrą i Kliniką Psychiatrii UMW. Pełniła także funkcje dziekana Wydziału Lekarskiego Kształcenia Podyplomowego (2012–2019), prodziekana ds. studiów doktoranckich (2008–2012) oraz członka Senatu uczelni. W latach 2007-2013 pracowała również w Akademii Wychowania Fizycznego we Wrocławiu na stanowisku profesora nadzwyczajnego.
Od 2023 r. Joanna Rymaszewska kieruje Katedrą Neuronauki Klinicznej na Wydziale Medycznym Politechniki Wrocławskiej. W swojej działalności badawczej łączy psychiatrię z nowymi technologiami, współpracując z ekspertami w dziedzinach takich jak inżynieria biomedyczna, sztuczna inteligencja, chemia oraz fizyka. Jej praca obejmuje opracowywanie nowych metod diagnostycznych i terapeutycznych dla pacjentów z zaburzeniami psychicznymi. W ramach swojej działalności pełni także funkcję członka Senatu Politechniki Wrocławskiej.

## Działalność naukowa
Joanna Rymaszewska prowadzi badania nad aktualnie stosowanymi i rozwijanymi metodami leczenia zaburzeń psychicznych, w tym technikami neurostymulacji, takimi jak głęboka stymulacja mózgu (DBS), przezczaszkowa stymulacja magnetyczna (TMS) oraz stymulacja prądem stałym (tDCS). Zajmuje się również badaniami nad zastosowaniem krioterapii ogólnoustrojowej jako metody wspomagającej w leczeniu depresji i deficytów poznawczych.
Jest autorką ponad 410 publikacji naukowych i promotorem 21 doktoratów (stan na listopad 2024 roku).
Od 2021r. prowadzi międzynarodowe projekty naukowe, m.in.:
- Ethics in Dementia (EDEM) European Cooperation in Science & Technology COST Action[10] (2022–2026),
- Encompassing Training in fUnctional Disorders across Europe[11], MSCA H2020 ITN ETUDE[12] (2021-2025).

W Polsce koordynowała projekty związane z otępieniami, takie jak:
- SHARED[13] – Social Health And Reserve in the Dementia patient journey (2019–2022),
- COGNISANCE[14] – Codesigning dementia diagnosis and post-diagnostic CarE (2019–2022),
- MEETINGDEM[15] – Wdrożenie i walidacja pozytywnie ocenionego Programu Wsparcia - Centrum Spotkań dla osób z otępieniem oraz ich opiekunów w Europie (2013-2017).

## Działalność organizacyjna
Joanna Rymaszewska pełni funkcję przewodniczącej Komitetu Naukowego ogólnopolskiej konferencji Psychiatria – Dialogi interdyscyplinarne organizowanej we Wrocławiu od 2016 r.
Jest członkinią zarządów międzynarodowych towarzystw naukowych:
- European Association of Psychosomatic Medicine[17],
- INTERDEM(Network of researchers on Psychosocial Interventions in Dementia).

Pełniła funkcję wiceprezeski Polskiego Towarzystwa Psychiatrycznego (2019–2022). Od 2023 r. należy do prestiżowego grona naukowców Academia Europaea.

## Nagrody i odznaczenia
Joanna Rymaszewska otrzymała liczne wyróżnienia za swoje osiągnięcia naukowe, dydaktyczne oraz społeczne. W 2011 roku odznaczono ją Medalem Komisji Edukacji Narodowej za zasługi dydaktyczne oraz Srebrnym Krzyżem Zasługi za aktywność badawczą. W 2017 roku uhonorowano ją Złotym Krzyżem Zasługi. Ponadto, w 2019 roku otrzymała nagrodę „Aktywny w walce z depresją” przyznane przez Stowarzyszenie Aktywnie Przeciwko Depresji. W 2022 roku została wyróżniona tytułem Wrocławianki Roku w kategorii naukowo-badawczej, a także medalem Merito de Wratislavia za zasługi społeczne.

## Wybrane publikacje
Główne obszary badań, które znajdują odzwierciedlenie w jej publikacjach dotyczą m.in.:
- skuteczności neuromodulacji (efektywność głębokiej stymulacji mózgu (DBS)[23] i przedczaszkowej stymulacji mózgu (TMS) w terapii depresji oraz OCD opornych na leczenie),
- krioterapii ogólnoustrojowej w zaburzeniach psychicznych (zastosowanie krioterapii ogólnoustrojowej (whole-body cryotherapy - WBC) jako metody addytywnej w terapii depresji oraz deficytach funkcji poznawczych)[24],
- znaczenia interwencji psychospołecznych zdrowia społecznego w leczeniu osób żyjących z otępieniem.

Pozostałe publikacje:
1. The improvement of cognitive deficits after whole-body cryotherapy – A randomized controlled trial, Experimental Gerontology (2021), DOI: 10.1016/j.exger.2021.111237[25].
2. Chronic Mental Disorders: Limitations and Perspectives of Prediction, Prevention, Diagnosis, and Personalized Treatment in Psychiatry. (2023) Advances in Predictive, Preventive and Personalised Medicine, DOI: 10.1007/978-3-031-34884-6_15[26].
3. Social connections and risk of incident mild cognitive impairment, dementia, and mortality in 13 longitudinal cohort studies of ageing. Alzheimer's & Dementia (2023), DOI: 10.1002/alz.13072[27].